# Lingua kalam
Il kalam è una delle lingue kalam della Papua Nuova Guinea. Fa parte, secondo Stephen Wurm e Malcolm Ross, delle lingue trans-Nuova Guinea. È strettamente correlato al Kobon e condivide molte delle caratteristiche di quella lingua. Il kalam è parlato nel distretto di Middle Ramu della provincia di Madang e nel distretto di Mount Hagen della provincia delle Highlands occidentali.
È madrelingua di circa 25 000 locutori nel 2020, suddivisi in due dialetti principali:
- Etp, con 20 000 locutori, attorno alle valli Upper Kaironk e Upper Simbai.
- Ti, con 5 000 locutori, attorno alla Asai Valley. Comprende una variante Tai.